# TOPMAN
是一間英國的時裝公司，隸屬於Arcadia集團，在亞洲、歐洲和美國設有分店。由菲利普·格林在1978年於英國倫敦成立。Topman是Topshop的兄弟品牌。

## 历史
TOPMAN創立於1978年，開創之初邀请了足球明星作代言人，後在倫敦開設旗艦店是全球面積最大的時裝品牌店。2009年4月在紐約曼哈頓中心百老匯新開的TOPMAN/Topshop店有4層樓，面積有2300多平米，Kate Moss Anna和Wintour等時尚界名流悉數到場。

## 分店
至2013年10月, TOPMAN在全球32個國家和地区共有286家分店。

## 外部連結
- TOPMAN官網（页面存档备份，存于）
- TOPMAN 分店據點